# 名古屋大學車站
名古屋大學車站（日语：／ Nagoya-daigaku eki */?）是一位於日本愛知縣名古屋市千種區四谷通、名古屋市營地下鐵名城線沿線的車站。車站編號為M18。本站直接位於名古屋大學校區內，在日本的車站，是相當罕見的例子。

## 車站結構
本站為1面2線島式月台之地下車站。

### 月台配置
| 月台 | 路線   | 方向 | 目的地           |
| ---- | ------ | ---- | ---------------- |
| 1    | 名城線 | 左環 | 本山、大曾根方向 |
| 2    | 名城線 | 右環 | 八事、新瑞橋方向 |

## 相鄰車站
名古屋市營地下鐵
 名城線
本山（M17）－名古屋大學（M18）－八事日赤（M19）

## 外部連結
- 名古屋大學 - 名古屋市交通局